# عزب قرطسا وطاموس
قرية عزب قرطسا وطاموس هي إحدى القرى التابعة لمركز دمنهور في محافظة البحيرة في جمهورية مصر العربية. حسب إحصاءات سنة 2006، بلغ إجمالي السكان في عزب قرطسا وطاموس 7347 نسمة، منهم 3858 رجل و3489 امرأة. ثم زاد عدد سكانها إلى 8636 في تقدير 2018 منهم 4471 ذكر و4165 أنثى.